# Биктагирова, Лилия Айратовна
Лилия Айратовна Биктагирова (род. 1 декабря 1990, Москва) — российская фигуристка, выступавшая в одиночном катании. Двукратный бронзовый призёр чемпионата России (2005, 2006).

## Биография
Лилия, младшая из двух дочерей в семье, начала заниматься фигурным катанием благодаря матери, которой нравился этот вид спорта. Встала на коньки в четыре года.
С шести лет каталась на стадионе «Москвич» под руководством Ирины Галустян. Затем перешла в СДЮШОР ЦСКА, где её наставником стала Светлана Соколовская. На юниорском уровне была серебряным призёром финала Кубка России (2003). В том же сезоне выиграла, проходивший в Словении, международный турнир Triglav Trophy среди юниоров.
В 2005 году четырнадцатилетняя Биктагирова завоевала бронзу на взрослом чемпионате России, практически без ошибок откатав обе программы. После короткого проката она занимала третье место, вслед за Ириной Слуцкой и Еленой Соколовой. По итогам второго дня соревнований ей удалось удержать третью позицию.
В следующем сезоне она вновь финишировала третьей в рамках чемпионата России. После чего получила тяжёлую травму, так и не сумев до конца восстановиться. В 2008 году завершила соревновательную карьеру. Окончила МГАФК и стала тренером по фигурному катанию в школе ЦСКА, за которую выступала будучи фигуристкой.

## Результаты
| Соревнования                | 02/03                       | 03/04                       | 04/05                       | 05/06                       | 07/08                       |
| Международные среди юниоров | Международные среди юниоров | Международные среди юниоров | Международные среди юниоров | Международные среди юниоров | Международные среди юниоров |
| --------------------------- | --------------------------- | --------------------------- | --------------------------- | --------------------------- | --------------------------- |
| Чемпионат мира              |                             |                             | 13                          |                             |                             |
| Гран-при Франции            |                             |                             | 7                           |                             |                             |
| Гран-при Японии             |                             |                             |                             | 10                          |                             |
| Гран-при Словакии           |                             |                             |                             | 12                          |                             |
| Triglav Trophy              | 1                           |                             |                             |                             |                             |
| Национальные                |                             |                             |                             |                             |                             |
| Чемпионат России            |                             | 10                          | 3                           | 3                           | 9                           |
| Финал Кубка России          |                             |                             |                             |                             | 5                           |
| Первенство России           | 12                          | 5                           | 2                           |                             |                             |